# NGC 7506
NGC 7506 est une galaxie lenticulaire barrée située dans la constellation des Poissons. Sa vitesse par rapport au fond diffus cosmologique est de 3 513 ± 32 km/s, ce qui correspond à une distance de Hubble de 51,8 ± 3,7 Mpc (∼169 millions d'al). NGC 7506 a été découverte par l'astronome germano-britannique William Herschel en 1784.
NGC 7506 présente une large raie HI.
À ce jour, seule une mesure non basée sur le décalage vers le rouge (redshift) donne une distance de environ 52,100 Mpc (∼170 millions d'al), ce qui est à l'intérieur des valeurs de la distance de Hubble.

## Morphologie
Selon un article publié en 2024, NGC 7506 est une galaxie qui présente un jet de type parapluie à deux coquilles symétriques sur ses côtés opposés. Ces caractéristiques correspondent à celles d'une marée galactique. Sur le côté ouest, la coquille couvre un arc d'environ 30° à une distance d'environ 110 kpc (∼359 000 al) du centre de cette galaxie. Elle est reliée à NGC 7506 par un large bras peu lumineux. À l'est, la coquille est moins bien formée. Elle couvre un arc plus petit à une distance d'environ 70 kpc (∼228 000 al) du centre de cette galaxie. Dans la bande R, la brillance de surface moyenne pour la coquille Ouest est de 25,43 ± 0,03 mag/am2 et celle de la coquille Est est de 25,93 ± 0,03 mag/am2.